# Tamaphora sericella
Tamaphora sericella är en insektsart som beskrevs av Matsumura 1942. Tamaphora sericella ingår i släktet Tamaphora och familjen spottstritar. Inga underarter finns listade i Catalogue of Life.